# Tim Hunt
R Timothy "Tim" Hunt, född 19 februari 1943 i Neston, Cheshire, är en brittisk biokemist, nobelpristagare i fysiologi eller medicin år 2001. Han tilldelades priset för sina "upptäckter rörande kontrollen av cellcykeln". Han delade priset med sin landsman Sir Paul Nurse och amerikanen Leland H Hartwell.
Hunt tog doktorsexamen vid University of Cambridge 1968. Sedan 1991 är han forskare vid Imperial Cancer Research Fund, Clare Hall Laboratories. Från 1991 är han också medlem i Royal Society. År 2006 erhöll han Royal Medal.
Leland Hartwell upptäckte en av en klass gener som kontrollerar cellcykeln. En av dessa gener har en central roll för att sätta igång varje ny cellcykel och kallas därför "start". Hartwell införde också begreppet kontrollstationer ("checkpoints") som innebär att cellcykeln stannar upp när cellens DNA utsätts för skada. Syftet är att arvsmassan ska hinna repareras innan cellen går vidare till nästa fas i cellcykeln. 
Paul Nurse identifierade en av nyckelkomponenterna i kontrollen av cellcykeln, CDK (cyklinberoende kinas). Han visade att CDK har bevarat sin funktion genom evolutionen. CDK driver cellcykeln genom att kemiskt påverka (fosforylera) andra proteiner.
Tim Hunt upptäckte de s.k. cyklinerna, d.v.s. de proteiner som reglerar CDK:s funktion. Han visade att cyklinerna bryts ned i samband med celldelningen, en mekanism som visat sig vara central för kontrollen av cellcykeln.